# Аламгир (актёр)
Аламгир (бенг. আলমগীর, англ. Alamgir; род. 3 апреля 1950 года) — бангладешский актёр кино и телевидения. Семикратный обладатель Национальной кинопремии Бангладеш за лучшую мужскую роль. Наряду с актерским мастерством работал продюсером, певцом и режиссером.

## Биография
Аламгир родился 3 апреля 1950 года в Дакке. Его отец Алхаз Калим Уддин Ахмед был продюсером Mukh O Mukhosh (1956), первого фильма на бенгальском языке в Восточном Пакистане.
Актёр дебютировал на большом экране в 1973 году с фильмом Amar Jonmovumi (дословно — «Моя родина»). Следующей его работой стал Dasyu Rani (дословно — «Королева бандитов»).
В 1986 году он впервые занял режиссёрское кресло и снял фильм Nishpap (дословно — «Безгрешный»).
Со временем актёр перешёл с главных ролей на второстепенные, а также стал вести телевизионные шоу, например, Housefull на Maasranga Television.
Аламгир семь раз выигрывал Национальную кинопремию Бангладеш как «Лучший актёр» за роли в фильмах: Ma o Chele (1985), Opekkha (1987), Khati Puron (1989), Moroner Pore (1990), Pita Mata Sontan (1991), Andho Biswas (1992), Desh Premik (1994);
и дважды как «Лучший актёр второго плана» за фильмы Jibon Moraner Sathi (2010)
и Ke Apon Ke Por (2011).
У Аламгира есть дочь, певица Акхи Аламгир, от первой жены — автора песен Кхушнур Аламгир.
Сейчас актёр женат на певице Дине Лайла.